# تصحيحات بالحبر
تصحيحات بالحبر (Corrections in Ink: A Memoir) هو كتاب مذكرات للكاتبة الأمريكية كيري بلاكينغر، صدر في عام 2022.

## الموضوع
تغطي المذكرات طفولتها ومعاناتها مع اضطرابات الأكل والإدمان الأخرى واعتقالها في نهاية المطاف والحياة في السجن، والإفراج عنها في وقت لاحق وتقاريرها الصحفية، إلى جانب عملها في مجال العدالة الجنائية، مع التركيز على إضفاء الطابع الإنساني على الناس في حياتها والتي التقت بها في السجن. 